# Upsilon Andromedae e
Upsilon Andromedae e, couramment abrégée υ And e, serait une exoplanète située à 44 années-lumière (13,5 pc) du Soleil, dans la constellation d'Andromède, une dizaine de degrés à l'est de la galaxie d'Andromède. C'est la planète la plus éloignée d'upsilon Andromedae A, une étoile de la séquence principale de type spectral F8V, d'environ 1,3 masse solaire et 3,3 milliards d'années, donc semblable au Soleil mais plus jeune, plus massive et plus lumineuse.
Cette étoile binaire, dont le compagnon est upsilon Andromedae B, une naine rouge de type spectral M4.5V orbitant à au moins 750 UA de l'étoile principale, possède un système planétaire dont quatre corps ont été identifiés à ce jour :
| Planète                                  | Masse (MJ)      | Demi-grand axe (UA) | Période orbitale (d) | Excentricité      |
| ---------------------------------------- | --------------- | ------------------- | -------------------- | ----------------- |
|                                          |                 |                     |                      |                   |
| υ And b                                  | 1,4             | 0,0595 ± 0,0034     | 4,617136 ± 0,000047  | 0,013 ± 0,016     |
| υ And c                                  | 13,98+2.3 −5.3  | 0,832 ± 0,048       | 241,33 ± 0,20        | 0,224 ± 0,021     |
| υ And d                                  | 10,25+0.7 −3.3  | 2,53 ± 0,15         | 1 278,1 ± 2,9        | 0,267 ± 0,021     |
| υ And e                                  | ≥ 1,059 ± 0,028 | 5,2456 ± 0,00067    | 3 848,86 ± 0,74      | 0,00536 ± 0,00044 |
|                                          |                 |                     |                      |                   |
| Système planétaire d'upsilon Andromedae. |                 |                     |                      |                   |

## Caractéristiques physiques et orbitales
L'inclinaison de υ And e étant pour l'heure inconnue, sa masse ne peut être estimée qu'avec une borne inférieure de l'ordre de la masse de Jupiter — cas où la Terre serait située exactement dans le plan orbital de la planète ; sa masse réelle a cependant de fortes chances d'être assez nettement supérieure, υ And c et υ And d ayant chacune une masse supérieure à dix masses joviennes. Elle bouclerait son orbite en un peu plus de dix ans et demi à environ 5,25 UA de son étoile, c'est-à-dire à peu de chose près la distance de Jupiter au Soleil, avec une excentricité remarquablement faible qui tranche avec la très forte excentricité des deuxième et troisième planètes du système.
Détectée fin 2010 par la méthode des vitesses radiales dans une région qu'on a longtemps considérée comme instable mais dont la stabilité aurait été établie en 2007, υ And e est aujourd'hui considérée comme « confirmée » par le SIMBAD.